# 7. Panzerdivision (NVA)
Die 7. Panzerdivision (NVA), kurz 7. PD, war ein Großverband der Nationalen Volksarmee der Deutschen Demokratischen Republik.

## Geschichte

### Herkunft der militärischen Formationen

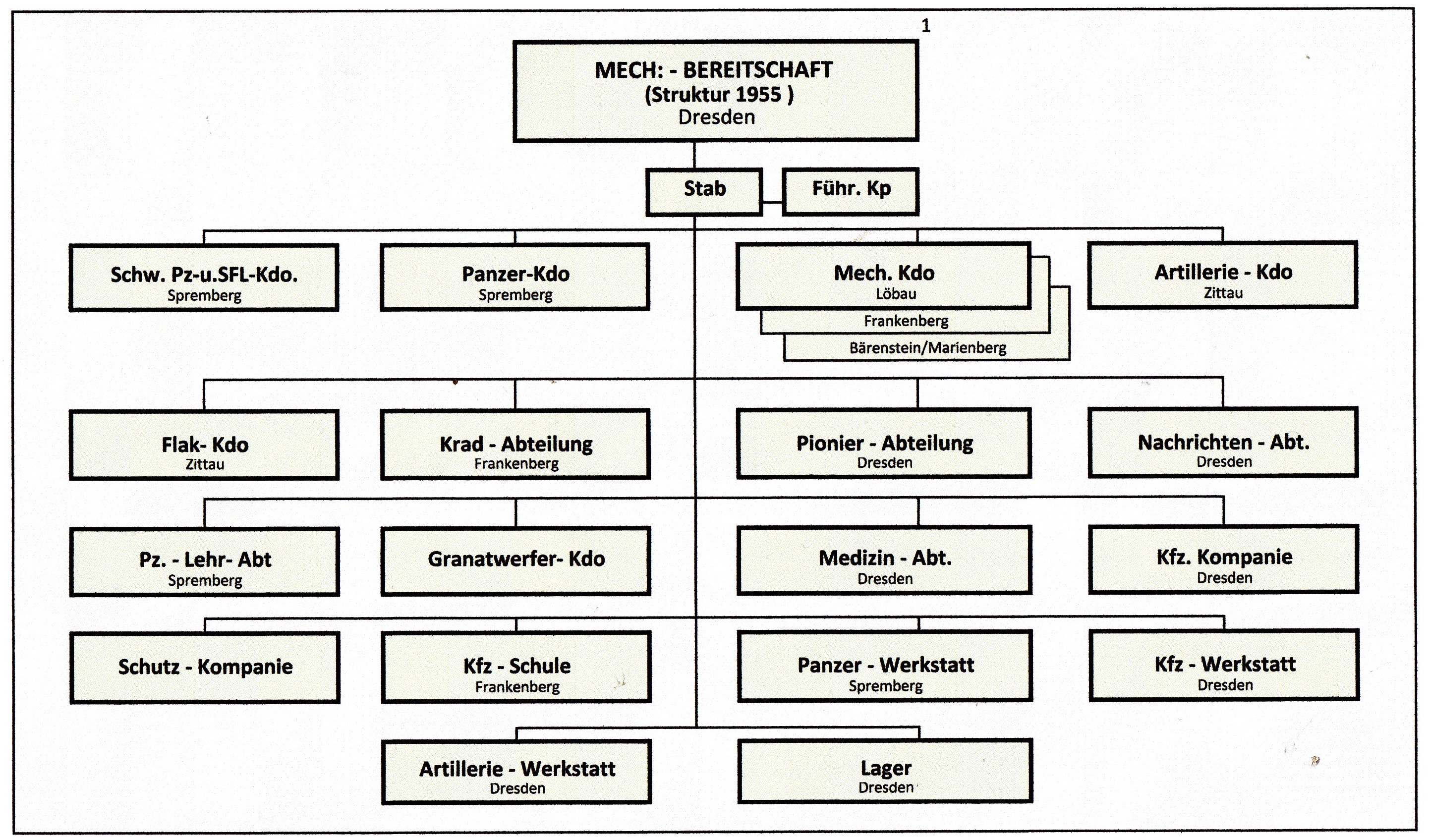
Gliederung der Mech.-Bereitschaft der KVP am Beispiel: Dresden (1955)

Bereits bei Schaffung der Kasernierten Volkspolizei (KVP) Anfang der 1950er Jahre wurden neben Infanterieverbänden auch mechanisierte Verbände aufgestellt, darunter die Mech.-Bereitschaft Dresden der KVP. Die maßgebliche Forderung aus der Sowjetunion nach originären DDR-Streitkräften bekam erst Öffentlichkeit, nachdem im November 1955 in der Bundesrepublik Deutschland die Bundeswehr geschaffen wurde.
Am 18. Januar 1956 verabschiedete die Volkskammer der DDR nach Rücksprache der SED-Führung mit dem ZK der KPdSU das Gesetz „über die Schaffung der Nationalen Volksarmee und des Ministeriums für Nationale Verteidigung“. Für die einsatzbereiten Formationen der KVP begannen de-facto bereits im Spätherbst 1955 die Vorbereitungen zur Umwandlung in reguläre Streitkräfte der DDR. Eine wichtige Orientierung für den Aufbau, die Struktur, Ausrüstung und Ausbildung gab Ende Januar 1956 die erste Tagung der Teilnehmerstaaten des Warschauer Vertrages. Die zu schaffenden bewaffneten Kontingente der NVA sollten in die Vereinten Streitkräfte integrierbar sein.
Vorgesehen war, nach sowjetischem Vorbild strukturierte Mechanisierte Divisionen (zwei MD), Infanteriedivisionen (drei ID) und Panzerdivisionen (drei PD) aufzustellen. Bereits im Sommer 1956 wurden auf der Grundlage neuester sowjetischer Vorstellungen über Aufbau, Ausrüstung und Einsatz der Streitkräfte Veränderungen erforderlich. Die im Aufbau befindlichen Infanteriedivisionen und Mechanisierten Divisionen der NVA wurden in Erweiterung des ursprünglichen Befehls 1/56 durch Befehl 99/56 des Ministers vom 17. Oktober 1956 in Mot.-Schützendivisionen bzw. in Panzerdivisionen umformiert.
Das zum 1. März 1956 gebildete Ministerium für Nationale Verteidigung (MfNV) ordnete diese Formationen den zwei Kommandos der Militärbezirke (KMB-III und KMB-V) der Landstreitkräfte zu. Aus dem Bestand der Kommandos wurde im Felddienst je ein Armeekommando gebildet. Dem KMB III (Standort Leipzig), als verantwortlichem militärischen Führungsorgan im Südterritorium der DDR, wurde die aufzustellende 7. Panzerdivision (Standort des Stabes – Dresden) zugeteilt. Ab 1972 wurde das Kommando Landstreitkräfte gebildet, das im Auftrag des MfNV die beiden Militärbezirke führte.

### Aufstellung und Auftrag der 7. PD
Im Frühjahr 1956 verlegten die Einheiten der Mech.-Bereitschaft Dresden der KVP (Stab in den Dresdener Albertstadt-Kasernen) zur Ausbildung, zu Baumaßnahmen und zur Neuformierung von ihren Standorten ins Truppenlager Nochten. Dort wurde die 7. Panzerdivision des Militärbezirks III der DDR bis zum August 1956 formiert. Mit der Führung der Neuformierung der Mech.-Bereitschaft Dresden der KVP zur 7. Panzerdivision und dem Ausbau der Kasernen und Übungsplätze war Oberst Werner Pilz beauftragt. Laut Befehl des Ministers über Kader Nr. 466/56 vom 18. August 1956 hatte er die neuformierten Truppen an Oberst Heinrich Brandes zu übergeben und wurde in die Reserve des Ministers versetzt. Die 7. Panzerdivision wurde am 20. August 1956 mit Übergabe der Truppenfahne an Oberst Heinrich Brandes in Dienst gestellt und vereidigt.
Gliederungsgrundlage für die Schaffung dieses Verbandstyps war weitestgehend die Panzerdivision der Sowjetarmee. Ihre Struktur entsprach in späteren Jahren einem Personalbestand von mehr als 9.000 im Garnisonsdienst. Im Unterschied zu den Panzerdivisionen der Sowjetarmee hatten die der NVA keine Kampfhubschrauber und verfügten bei Mot.-Schützen- und Panzerformationen über geringeren Kampfbestand.
Der Auftrag der 7. PD bestand verfassungsgemäß darin, dass dieser taktische Verband der NVA im Bündnis mit den Koalitionsstreitkräften „das friedliche Leben der Bürger der DDR und aller Staaten der sozialistischen Gemeinschaft gegen jegliche Angriffe der aggressiven Kräfte … schützt und die Souveränität der DDR, ihre territoriale Integrität sowie Unverletzlichkeit ihrer Grenzen und ihrer staatlichen Sicherheit gewährleistet.“ Die Division war ab 1962 zu Handlungen im Bestand operativer Gruppierungen (Armee, Armeekorps) beliebiger Teilnehmerstaaten der Ersten Strategischen Staffel der Vereinten Streitkräfte auf dem Westlichen Kriegsschauplatz (WKSP) vorgesehen.
1960 war die Division die erste NVA-Einheit, die mit bildenden Künstlern Honorarverträge für künstlerische Aufträge und die Gründung und Leitung volkskünstlerische Zirkel abschloss.

### Militärische Ausbildung in der 7. PD
Die Ausbildung in der 7. Panzerdivision, bezeichnet als Gefechtsausbildung der Truppen, war darauf gerichtet, das militärische Handwerk gut zu erlernen. In nahen Standorträumen unterlag die Ausbildung keinerlei Einschränkungen durch die erhobene Forderung nach ständiger Gefechtsbereitschaft. Seit den 1970er Jahren, mit Einführung neuer Ausbildungsprogramme, verlief die Ausbildung in jedem Ausbildungshalbjahr (Dezember–Mai bzw. Juni–November) in fünf Etappen:

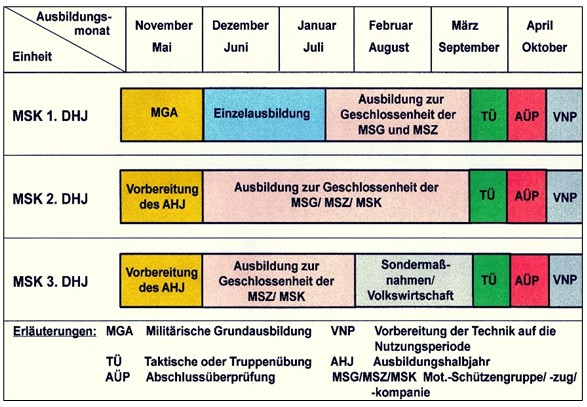
Ausbildungsetappen Mot.-Schützen- und Panzertruppen laut Programm ab 1981

- Militärische Grundausbildung der Neueinberufenen sowie zeitgleich die Vorbereitung der Technik, Bewaffnung und Ausbildungsbasis auf die nächste Nutzungsperiode (Winter oder Sommer).
- Militärische Einzelausbildung in der jeweiligen Dienststellung;
- Einheitsausbildung (Gruppe, Zug, Kompanie) und „Komplexausbildung“ mehrerer Waffengattungen sowie die Herstellung der Geschlossenheit für Bataillone/Abteilungen;
- Taktische Übungen mit und ohne Gefechtsschießen;
- Abschlussüberprüfung oder Inspektion, in der Regel verbunden mit Truppenübungen der Truppenteile und der Division;

### Übungstätigkeit in der 7. PD
Im Zuge dieser Ausbildungsorganisation war gesichert, dass der Wehrdienstleistende im Verlaufe seiner Dienstzeit an ein bis zwei Übungen der Kompanie-/Batterie-Ebene und an einer gleichen Anzahl Übungen in der Bataillons-/Abteilungsebene teilnahm.
Im Weiteren absolvierte die 7. PD:
- im Zweijahres-Rhythmus eine Truppenübung der Division bzw. eine Kommandostabsübung für die Stäbe der Division und der Truppenteile, unter Teilnahme von Darstellungstruppen;
- in den Jahren ohne Divisionsübung leiteten die Führungsorgane der 7. PD taktische Übungen der Regimenter (PR, MSR) mit und ohne Gefechtsschießen;
- die Teilnahme an Manövern im Koalitionsbestand (siehe unten).

### Übungs- und Manöverteilnahme im Koalitionsbestand
Die Vorbereitung auf Handlungen im Koalitionsbestand bestimmte die Übungspraxis der Regimenter und insbesondere der Führungsorgane der 7. PD, darunter:
- September 1961 – Teilnahme des AR-7 im Koalitionsbestand der Divisionsartilleriegruppe der 5. PD (PL) an einer Truppenübung in der VR Polen;
- September 1962 – Teilnahme des MSR-7 im Koalitionsbestand (ČS, SU) an der Truppenübung „Wind“ (cs – „Vitr“) in der ČSSR;
- September 1963 – Teilnahme im Koalitionsbestand (ČS, PL, SU) am Manöver „Quartett“ im Süden der DDR;
- März 1964 – Inspektion durch das Oberkommando der Vereinten Streitkräfte im MSR-7;
- Oktober 1965 – Teilnahme im Koalitionsbestand (ČS, PL, SU) am Manöver „Oktobersturm“ im Südwesten der DDR;
- September 1966 – Teilnahme mit dem Panzerregiment PR-15 im Koalitionsbestand (ČS, PL, SU) am Manöver „Moldau“ (cs – „Vltava“) im Südwesten der ČSSR;
- August 1967 – Teilnahme im Koalitionsbestand (SU) an der Truppenübung „Florett“ mit Teilen der 11. MSD;
- Juli/August 1968 – Teilnahme im Koalitionsbestand (BG, HU, PL, SU) an der Operation „Donau“ (ru – операция «Дунай») mit der 11. MSD;
- September 1970 – Teilnahme im Koalitionsbestand (WVO) am Manöver „Waffenbrüderschaft-70“ in der DDR;
- September 1972 – Teilnahme im Koalitionsbestand (ČS, PL, SU) an Manöver „Schild-72“ in der ČSSR;
- September 1976 – Divisionsübung / Teilnahme im Koalitionsbestand (ČS, PL, SU) an der Truppenübung „Schild-76“ in Polen;
- März 1979 – Inspektion durch das MfNV im MSR-7;
- September 1980 – Teilnahme Teile/7. PD im Koalitionsbestand (WVO) am Manöver „Waffenbrüderschaft-80“ in der DDR und im Ostsee-Aquatorium;
- August 1981 – Teilnahme Teile/7. PD (MSR-7, AR-7) und Teile/9. PD (PR-21, AR-9) an der Truppenübung im Koalitionsbestand (NVA, PL) „Delfin-81“ im Südosten der DDR und Nordwesten der VR Polen;
- Juli 1982 – Teilnahme im Koalitionsbestand (PL, SU) an der operativ-taktischen Übung „Hauptstoß“ in der DDR;
- Mai/Juni 1983 – Teilnahme im Koalitionsbestand (WVO) an Kommandostabsübung „Sojus-83“ in der DDR, ČSSR, VR Polen;
- September 1984 – Teilnahme mit MSR-7 im Koalitionsbestand (BG, ČS, HU, ROM, SU) an der Truppenübung „Schild-84“ in ČSSR;
- September 1987 – Inspektion durch das MfNV im MSR-7.

### Herstellung höherer Bereitschaftsstufen (1961, 1962)
Die 7. PD wurde am 13. August 1961 durch den Minister für Nationale Verteidigung in die Stufe „Erhöhte Gefechtsbereitschaft“ in den Kasernen versetzt und der Einsatz je eines diensthabenden Bataillons (einer Abteilung) in den Regimentern organisiert. Die Dienstzeit der im Herbst zu Entlassenden wurde zunächst bis Ende Dezember 1961 verlängert. Ab 23. September setzte die Division den normalen Dienstbetrieb fort. Die Ausbildung der Freiwilligen, die im Herbst 1961 der Initiative des Zentralrats des Jugendverbands „Freie Deutsche Jugend“ (FDJ) vom 16. August 1961 folgten, geschah im Ausbildungsregiment der 7. PD. Die zur Entlassung stehenden, freiwillig Dienenden wurden Ende April 1962 in die Reserve versetzt.
Im Zusammenhang mit der angespannten militärpolitischen Lage zwischen den Vereinigten Staaten und der Sowjetunion in der „Kubakrise“ wurde erstmals am 23. Oktober 1962 die „Erhöhte Gefechtsbereitschaft“ für die Vereinten Streitkräfte des Warschauer Vertrages angewiesen. Laut Befehl 104/62 des Ministers stellte auch die 7. PD die Höhere Bereitschaftsstufe her. Die damit verbundene Ausgangs- und Urlaubssperre, der Aufschub der Herbstentlassungen und die Aktivitäten der Mobilmachungsbereitschaft endeten am 21. November 1962.

### Handlungen im Manöver „Moldau“ (1966)
Im Herbst 1966 sollten Truppen der NVA an der Seite der verbündeten Armeen erstmals real auf dem südwestlichen Territorium der Tschechoslowakischen Sozialistischen Republik (ČSSR) üben. Neben der 11. Mot.-Schützendivision (NVA) wurde das Panzerregiment PR-15 der 7. PD (NVA) in das Manöver „Moldau“ der Vereinten Streitkräfte vom 19. bis 22. September 1966 einbezogen.
Am 19. September überschritten die NVA-Manövertruppen die Staatsgrenze zur ČSSR, bezogen ihre Unterbringungsräume und wurden als Reserve einer Armee den Streitkräften der ČSSR unterstellt. „Die tschechoslowakische Bevölkerung empfing die ostdeutschen Soldaten durchaus freundlich, wenn auch die NVA-Uniformen bei vielen Bürgern Erinnerungen an die deutsche Besetzung … wachriefen.“ Die 7. PD (NVA) konnte ihr militärisches Können und das militärische Zusammenwirken mit den verbündeten Streitkräften unter Beweis stellen.

### Handlungen der 7. PD zum „Prager Frühling“ (1968)
Auf Druck der Bevölkerung der ČSSR begann die Tschechoslowakische KP (KPČS) unter Alexander Dubček im Frühjahr 1968 ein Liberalisierungs- und Demokratisierungsprogramm („Prager Frühling“) umzusetzen. Die sowjetischen Militärs zählten von Anfang an zu den entschiedensten Gegnern der Prager Reformer. Die Aufdeckung eines speziellen NATO-Operationsplanes „Zephir“ und die Information über die Errichtung eines Sonderstabes des NATO-Oberkommandos Europa zur „Bearbeitung des tschechoslowakischen Problems“ sowie das für Oktober 1968 nahe der Grenze zur ČSSR geplante Korps-Manöver der Bundeswehr „Schwarzer Löwe“ wurden von den Warschauer Vertragsstaaten als militärische Bedrohung bewertet.
Die Reaktion des Warschauer Paktes auf diese Lageeinschätzungen war die operativ-taktische und logistische Vorbereitung einer Intervention mittels Übungen und Manövern unter der Vorgabe als normale gemeinsame Ausbildungsmaßnahmen der verbündeten Streitkräfte.
Anfang/Mitte Juli 1968, als sich die Lage in der Tschechoslowakei zuspitzte, stimmte Walter Ulbricht dem Vorschlag des Oberkommandierenden des Warschauer Paktes Marschall Jakubowski zu, auch NVA-Truppen, die 7. Panzerdivision und die 11. Mot.-Schützendivision an einer militärischen Intervention (Operation „Donau“ – ru. операция «Дунай») zu beteiligen.
Bis zum frühen Morgen des 29. Juli 1968 verlegte die 7. Panzerdivision auf den Truppenübungsplatz Nochten – der Stab in die Nähe von Boxberg.
Die 7. PD (NVA) wurde in voller Gefechtsbereitschaft der 20. Gardearmee (GSSD, Stab in Eberswalde/Finow) unterstellt, die in der 1. operativen Staffel der Gruppierung der Operation Donau handelte und von Nordwesten in die Tschechoslowakei vordringen sollte. Geplant war der Aufbau einer „Militärkommandantur des Raumes“ durch Kräfte der 7. PD (NVA) im Grenzgebiet sowie in Teilen des nordböhmischen Bezirks, da sie in der zweiten Staffel der 20. GA (SU) eingesetzt war.
In den Abendstunden des 20. August 1968 stellte die 7. PD im eingenommenen Konzentrierungsraum die Marschbereitschaft her, in Erwartung des Signals zum Vorrücken. Doch das Oberkommando der Gruppierung verzichtete auf die großräumige Kontrolle des nordböhmischen Territoriums und die 7. PD (NVA) verblieb als Reserve des Oberkommandierenden im bisherigen (Bereitstellungs-)Raum. Sie verließ nicht den Truppenübungsplatz Nochten.
Am 16. Oktober 1968 wurde die operative Unterstellung der 7. PD (NVA) aufgehoben. Auf Weisung des MfNV begann die kombinierte Rückverlegung der Kräfte und Mittel in die Garnisonsstandorte. Organisiert durch Partei- und Staatsfunktionäre wurden die zurückkehrenden Truppen von der einheimischen Bevölkerung begrüßt. Am 21. Oktober 1968 waren alle Einheiten der beteiligten NVA-Divisionen wieder in ihren Kasernen zurück.

### Einsatz der 7. PD in der Wirtschaft und bei Katastrophen
Mit Indienststellung erhielt die 7. PD Aufgaben zum „Einsatz von Kräften und Mitteln in der Volkswirtschaft“ und zur Beseitigung von Katastrophenfolgen. Darunter waren:
- in den 1950er/1960er Jahren Erntehilfen im Sommer und Herbst sowie Hilfen in der Kohleindustrie;
- seit Beginn der 1970er Jahre Unterstützung von staatlichen Bauaufgaben (z. B. Palast der Republik Berlin, Rennschlitten- und Bobbahn Altenberg);
- Abkommandierung von Fachkräften in die Chemie-, Mikroelektronik- und Braunkohle-Industrie;
- Katastrophenhilfe (z. B. Dammbruch 1967 in Altenberg; Hochwasser an Elbe, Gottleuba und Lausitzer Neiße; Kälteeinbruch 1979/80, 1986/87).

Ab 1980 waren bis 1.200 Armeeangehörige der 7. PD jährlich in diese Aufgaben eingebunden und nahmen nicht an der militärischen Ausbildung teil. Ab März 1989 wurden diese Kräfte von der Ausbildungsbasis 6 (Abas-6, Standort Großenhain) zusammengefasst und geführt.

### Auswirkungen der einseitigen DDR-Abrüstungsinitiative 1989
Am 23. Januar 1989 erklärte der Nationale Verteidigungsrat der DDR im Rahmen des politischen Dialoges zur Verminderung der Streitkräfte und konventionellen Rüstungen in Europa die Bereitschaft der DDR, einen konstruktiven einseitigen Beitrag zum Abrüstungsprozess zu leisten. Neben der Demobilisierung von 10.000 Soldaten sollten auch sechs Panzerregimenter und ein Fliegergeschwader aufgelöst werden.
Für die 7. PD bedeutete die Umsetzung des Abrüstungsvorschlags die Auflösung des Panzerregiments PR-16 und Reduzierungen im Panzerbataillon des Mot.-Schützenregiments MSR-7. Da das PR-16 schon vollständig mit dem modernsten Panzertyp T-72 M ausgestattet war, wurde diese Technik für den Abschluss der laufenden Umrüstung der PD auf T-72 umgruppiert. Ein weiteres PB des PR-16 wurde an die Ausbildungsbasis Abas-6 der 7. PD als Lehrbataillon abgegeben. Aus den anderen Truppenteilen der 7. PD wurden die älteren Kampfpanzer T-55 zur Demilitarisierung bis Ende des Ausbildungsjahres 1989 abgegeben.
Am Standort Großenhain wurde im März 1989 die Ausbildungsbasis 6 (Abas-6) aufgestellt, die über ein Panzer-Lehrbataillon mit Panzer T-72 M, ein Mot.-Schützenbataillon (MSB) mit Arbeitskommandos (Volkswirtschaft) und Sicherstellungseinheiten verfügte.

### Kräfteeinsatz zur politischen Krise (Herbst 1989)
Die verschärften innenpolitischen Krisenerscheinungen in der DDR nach den Mai-Wahlen 1989 kulminierten am 4. Oktober am Hauptbahnhof Dresden bei der erlaubten Durchreise von Ausreisewilligen aus Prag. Zur Unterstützung der Polizeikräfte für die Abwehr eskalierender Gewalt wurden Kräfte aus der 7. PD als „nichtstrukturmäßige Hundertschaften“ an mehreren Standorten bereitgestellt.
Ende Oktober 1989 entstanden durch die anwachsende Zahl der Ausreisenden in den Standort-Bezirken Dresden, Bezirk Cottbus und Bezirk Karl-Marx-Stadt ernsthafte Probleme zur Versorgung der Privathaushalte mit Kohle und bei der Auslieferung von Waren des täglichen Bedarfs. Von November 1989 bis Januar 1990 waren Kräfte und Mittel der 7. PD (1.700 Armeeangehörige, darunter 500 Militärkraftfahrer, bis 150 LKW, Sanitäts-Kfz., Tankfahrzeuge) zur Bevölkerungsversorgung eingesetzt.
Ende November 1989 komplizierte sich die personelle Auffüllung durch die vorzeitigen Entlassungen von 930 Armeeangehörigen mit wichtigen Berufen (Reichsbahn, medizinischer Bereich u. a.).
Anfang 1990 kam es nach den Protesten der Soldaten in Beelitz auch an Standorten der 7. PD (Dresden, Zeithain) zu Aktionen der Soldaten. Die Entscheidung des Verteidigungsministers, Admiral Theodor Hoffmann, die Grundwehrdienenden des dritten Diensthalbjahres vorzeitig Ende Januar 1990 (statt April) zu entlassen und im Mai nicht wieder aufzufüllen sowie keine Reservisten einzuberufen, bedeutete insgesamt eine dauerhafte Senkung des Auffüllungsstandes der 7. PD auf unter 60 Prozent. Trotz dieser angespannten Lage gelang es bis zum 2. Oktober 1990 die Sicherheit für Personal, Kampftechnik, Bewaffnung und Munition in den Objekten zu gewährleisten.

### Auswirkungen des politischen Führungswechsels 1990

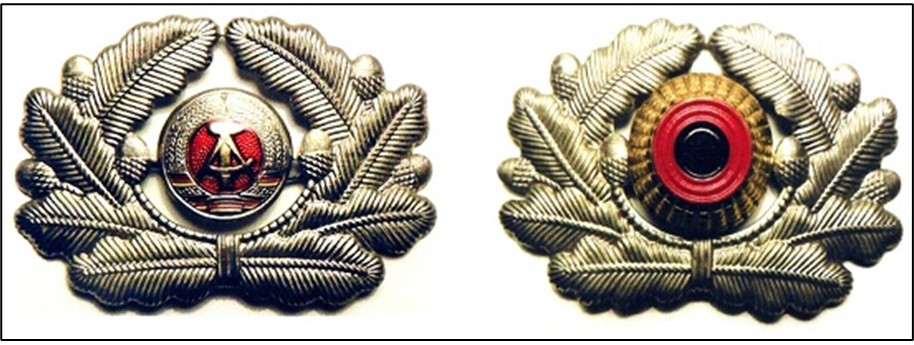
Austausch – NVA-Mützen-Kokarde, Staatswappen auf Schwarz-Rot-Gold, nach Führungswechsel Mitte 1990.

Die politischen Machtstrukturen, deren Bestandteil die 7. PD war, mussten sich im Ergebnis der Volkskammerwahlen vom März 1990 einem politischen Führungswechsel unterziehen. Der neue Minister für Abrüstung und Verteidigung (MfAV) Rainer Eppelmann nährte die Hoffnungen auf ein Fortbestehen eigenständiger Streitkräfte:
- Der Minister proklamierte in der Folgezeit eine 100.000-Mann-Armee.
- Er ließ die Angehörigen der Streitkräfte im Juli 1990 neu auf die Staatsflagge der DDR vereidigen.

Der Prozess einer Selbstkorrektur und Erneuerung des militärischen Lebens in der 7. PD kam mit dem raschen deutschen Vereinigungsprozess spätestens Anfang August 1990 zum Erliegen.
Mit Befehl Nr. 48/90 des MfAV entfielen die Ehrennamen der Truppenteile der NVA. Durch Ministerbefehl erfolgte am 30. September 1990 die Entlassung sämtlicher Generale und des Hauptbestandes der Berufssoldaten mit einer dreißig- bis vierzigjährigen Dienstzeit.

### Auflösung der 7. PD (1990)
Mit dem Beitritt der Deutschen Demokratischen Republik zur Bundesrepublik Deutschland wurde die NVA und damit ihr Strukturelement 7. Panzerdivision am 2. Oktober 1990 aufgelöst.
Den Vorgesetzten aller Stufen war es bis dahin trotz angespannter Lage gelungen, die Sicherheit in den militärischen Objekten zu gewährleisten, die Abmunitionierung der Gefechtstechnik zeitgerecht und ohne Verluste durchzuführen sowie alle sicherheitsrelevante Technik, Ausrüstung und Reserven auf eine vollzählige Übergabe vorzubereiten. Erkundungsgruppen des Heeres der Bundeswehr hatten ihre Tätigkeit in den Standorten der 7. PD aufgenommen. Einzelne Heeresangehörige verblieben in den Standorten bis zur Übergabe. Der Divisionskommandeur, Oberst Volker Bednara, war mit der Vorbereitung der Übergabe betraut.
Per Ministerbefehl wurden Militärangehörige wie Zivilbeschäftigte der NVA aus ihren Verpflichtungen entlassen. An den Standorten fanden Abschlussappelle mit dem zivilen und militärischen Personal statt. Die Truppenfahnen wurden eingerollt und vom Platz getragen. Die verbleibenden Angehörigen der NVA hatten einen Bescheid über die Weiterverwendung in der Bundeswehr erhalten.
Mit dem Inkrafttreten des Einigungsvertrags übernahm der Bundesminister der Verteidigung am 3. Oktober 1990 die Befehls- und Kommandogewalt über die deutschen Streitkräfte im Osten Deutschlands.
Die Truppenteile der bisherigen 7. PD wurden ab dem 3. Oktober 1990 als Strukturelemente sowie mit dem verbliebenen Personal dem Bundeswehrkommando Ost (Standort Strausberg) unterstellt und dem Wehrbereich VII (Standort Leipzig), Befehlshaber Generalmajor Ekkehard Richter, angegliedert und vom bisherigen Kommandeur Oberst Volker Bednara bis zur Übergabe geführt.
Die Übergabe an die Bundeswehr, Brigadegeneral Andreas Wittenberg, erfolgte am 5. Oktober 1990 bei einem Appell unter Teilnahme von Vertretern aus allen Truppenteilen der Division und Offizieren des Übernahme-Kommandos der Bundeswehr. Oberst Bednara verblieb im Interesse einer ordnungsmäßigen Übergabe zur Verfügung von Brigadegeneral Wittenberg bis zum Jahresende im aktiven Dienst.
In den Jahren von 1990 bis 1993 wurde, an den im Freistaat Sachsen und Land Brandenburg gelegenen acht Standorten, die Mehrzahl von der 7. PD genutzten 12 Kasernen geschlossen und zur zivilen Nutzung freigemacht. Weiter in Nutzung durch die Bundeswehr blieben: eine Kaserne in Dresden (ab 1996 Umbau zur Offizierschule des Heeres), eine Kaserne in Frankenberg/Sachsen (ab 1991 Stab und Einheiten der Heimatschutzbrigade 37), eine Kaserne in Marienberg (Jägerbataillon 371).

## Kommandeure
| Damaliger Rang | Name             | Zeitraum                             |
| -------------- | ---------------- | ------------------------------------ |
| Oberst         | Heinrich Brandes | 20. August 1956 – 15. August 1958    |
| Oberst         | Franz Rös        | 1. September 1958 – 31. Oktober 1960 |
| Oberst         | Joachim Goldbach | 1. November 1960 – 31. Juli 1964     |
| Generalmajor   | Werner Winter    | 1. August 1964 – 8. November 1971    |
| Generalmajor   | Hans Sieg        | 9. November 1971 – 31. Oktober 1976  |
| Generalmajor   | Walter Müller    | 1. November 1976 – 31. Oktober 1979  |
| Generalmajor   | Günter Möckel    | 1. November 1979 – 30. Juni 1985     |
| Oberst         | Klaus Listemann  | 1. Juli 1985 – 30. September 1987    |
| Oberst         | Volker Bednara   | 1. Oktober 1987 – 2. Oktober 1990    |

## Organisation

### Angaben zur Gliederung, Struktur und Lage der 7. PD (1990)
Die Gliederung, Struktur, Ausrüstung mit Technik und Bewaffnung der Truppenteile und Einheiten sowie die Standortbelegung in der 7. Panzerdivision unterlagen mehrfachen Veränderungen und Ergänzungen.
Die nachfolgenden Tabellen beziehen sich auf die Lage und Daten im September 1990, kurz vor Übergabe der Truppenteile und Einheiten an die Bundeswehr. Vorangegangen war am Standort Großenhain im März 1989 die Auflösung des Panzerregiments PR-16 und gleichzeitige Formierung der Ausbildungsbasis Abas-6. Außerdem war im Mai 1990 mit der Auflösung der Raketenabteilung RA-7 begonnen worden und nach Abgabe der Raketentechnik an die sowjetischen Streitkräfte waren am Standort Zeithain nur noch Restkräfte verblieben.
| Einheit                                   | Ehrenname          | Stationierung              |
| ----------------------------------------- | ------------------ | -------------------------- |
| Panzerregiment PR-14                      | Karol Świerczewski | Spremberg (Lage)           |
| Panzerregiment PR-15                      | Paul Hornick       | Cottbus (Lage)             |
| Panzerregiment PR-16                      | Leo Jogiches       | Großenhain (Lage)          |
| Mot.-Schützenregiment MSR-7               | Max Roscher        | Marienberg (Lage)          |
| Artillerieregiment AR-7                   | Albert Hößler      | Frankenberg/Sachsen (Lage) |
| Fla-Raketenregiment FRR-7                 | Paul Rockstroh     | Zeithain (Lage)            |
| Raketenabteilung RA-7                     | Alfred Kurella     | Zeithain (Lage)            |
| Geschosswerferabteilung GeWA-7            | Ernst Schneller    | Frankenberg/Sachsen (Lage) |
| Aufklärungsbataillon AB-7                 | Ludvík Svoboda     | Dresden (Lage)             |
| Nachrichtenbataillon NB-7                 | Egon Dreger        | Dresden (Lage)             |
| Pionierbataillon PiB-7                    | Arthur Thiermann   | Pirna (Lage)               |
| Bataillon Chemische Abwehr BChA-7         | Johannes Eggert    | Pirna (Lage)               |
| Bataillon Materielle Sicherstellung BMS-7 | Kurt Schlosser     | Dresden (Lage)             |
| Sanitätsbataillon SanB-7                  |                    | Dresden (Lage)             |
| Instandsetzungsbataillon IB-7             | Gustav Schneider   | Spremberg (Lage)           |

- Karte mit allen Koordinaten:
- OSM |
- WikiMap

### Angaben zur Herkunft und Entwicklung der Truppenteile/Einheiten der 7. PD

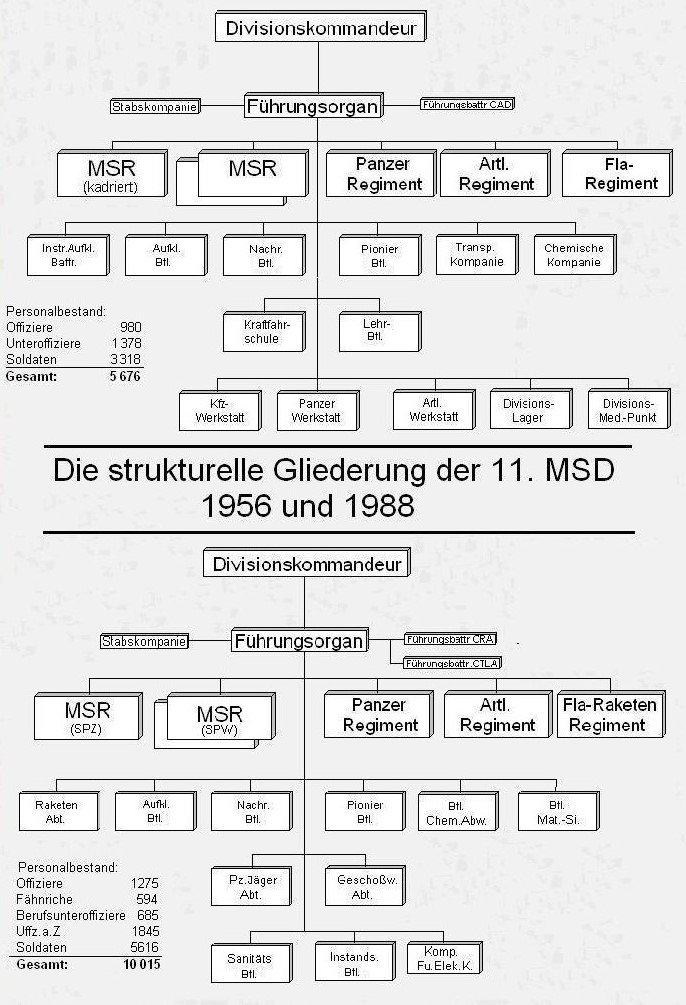
Gliederung einer MSD (NVA)
im Vergleich 1956–1988, z. B. 11. MSD

Die Gliederung, Struktur, Ausrüstung mit Technik und Bewaffnung der Truppenteile und Einheiten sowie die Standortbelegung in der 7. Panzerdivision unterlagen mehrfachen Veränderungen und Ergänzungen.
Die nachfolgenden Tabellen beziehen sich auf die Herkunft der Formationen aus der KVP und die Entwicklung der Strukturelemente und Standorte in der 7. PD.

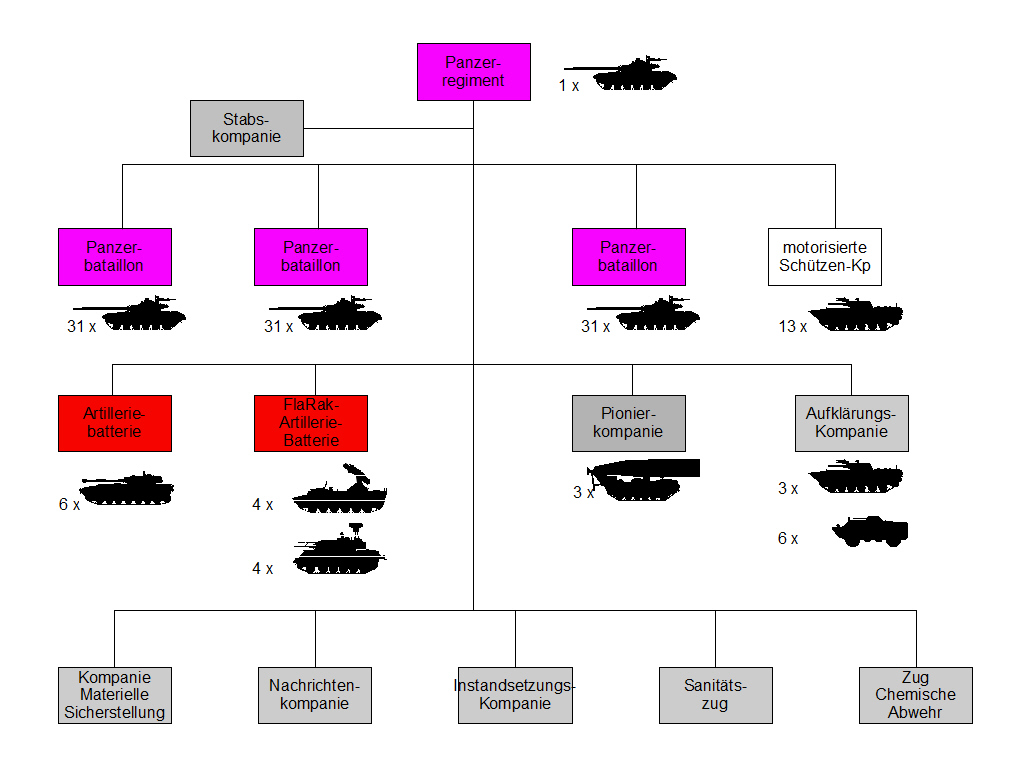
Gliederung eines Panzerregiments der Nationalen Volksarmee

| KVP Kommando, Einheit, Einrichtungen                           | NVA seit Jahr       | NVA Standort und Veränderungen                                                       | NVA Truppenteil, Einheit, Einrichtung [Bezeichnung, Lage]                                                                                               | Truppenfahne verliehen am | Ehrenname          | seit       |
| -------------------------------------------------------------- | ------------------- | ------------------------------------------------------------------------------------ | --- | ------------------------- | ------------------ | ---------- |
| Bereitschaft Dresden / Führung, Stab                           | 1956                | Dresden - 1963 nach innerhalb Dresdens                                               | 7. Panzerdivision / Führung, Stab (Lage) | 20.08.1956                |                    |            |
| C-Kommando Spremberg (Schweres Panzer- und SFL-Kommando)       | 1956                | Spremberg                                                                            | Panzerregiment PR-14 (Lage) | 01.12.1956                | Karol Świerczewski | 02.04.1963 |
| C-Kommando Spremberg (Panzerkommando)                          | 1956                | Spremberg - 1958 nach Cottbus                                                        | Panzerregiment PR-15 (Lage) | 01.12.1956                | Paul Hornick       | 07.10.1971 |
| A-Kommando Löbau (Mechanisiertes Kommando)                     | 1956                | Löbau - 1963 nach Großenhain                                                         | Panzerregiment PR-16 (Lage) | 01.03.1959                | Leo Jogiches       | 07.10.1969 |

Gliederung einer Panzerdivision
und einer Mot.-Schützendivision (NVA)

| A-Kommando Bärenstein/Marienberg, Frankenberg/Sa. (Mech. Kdo.) | 1956                | - Marienberg - 1961 III. MSB nach Frankenberg/Sachen - 1972 III. MSB nach Marienberg | Mot.-Schützenregiment MSR-7 (Lage) | 05.10.1957                | Max Roscher        | 07.10.1969 |
| C-Lehrabteilung Spremberg (Panzer-Lehrabteilung)               | 1956                | Spremberg                                                                            | Lehrbataillon LB-7 - 1958 aufgelöst 1958 (Lage) |                           |                    |            |
| B-Kommando Zittau (Artillerie-Kommando)                        | 1956                | Zittau - 1963 nach Frankenberg/Sa.                                                   | Artillerieregiment AR-7 (Lage) | 07.10.1958                | Albert Hößler      | 01.03.1974 |
| S-5-Abteilung Zittau (Flak-Kommando)                           | 1956                | Zittau - 1963 nach Döbeln - 1982 nach Zeithain                                       | Flak-Regt. FR-7 - 1979 Fla-Raketenregt. FRR-7 (Lage) | 06.01.1958                | Paul Rockstroh     | 01.03.1976 |
|                                                                | 1963                | - Hermsdorf - 1965 an 11. MSD - 1965 von 11. MSD - 1967 nach Zeithain                | selbstständige Artillerieabteilung sAA-7 - 1965 umbenannt in sAA-11 - 1965 umbenannt in sAA-7 - 1967 umformiert zur Raketenabteilung RA-7 (Lage) (Lage) | 01.03.1964                | Alfred Kurella     | 07.10.1986 |
|                                                                | 1973                | Frankenberg/Sa.                                                                      | Geschosswerferabteilung GeWA-7 (Lage) | 07.10.1973                | Ernst Schneller    | 07.10.1987 |
| Krad-Abteilung Frankenberg/Sa.                                 | 1956 1961 1963 1966 | Frankenberg/Sachsen - 1961 nach Marienberg - 1963 nach Dresden                       | Aufklärungsbataillon AB-7 - 1961 Aufklärungskompanie AklK-7 - 1965 Aufwuchs zum AB-7 (Lage)                                                             | 07.10.1967                | Ludvík Svoboda     | 01.03.1986 |
| D-1-Abteilung Dresden (Nachrichtenabteilung)                   | 1956                | Dresden - 1963 innerhalb Dresdens                                                    | Nachrichtenbataillon NB-7 (Lage) | 07.10.1959                | Egon Dreger        | 01.03.1987 |
| D-2-Abteilung Dresden (Pionierabteilung)                       | 1956                | Dresden - 1956 nach Pirna                                                            | Pionierbataillon PiB-7 (Lage) | 07.10.1959                | Arthur Thiermann   | 01.03.1987 |
| Schutz-Kompanie Dresden                                        | 1956                | Dresden - 1961 Pirna                                                                 | Chemische Kompanie ChKp-7 - 1964 Kompanie Chemische Abwehr KChA-7 - 1968 Bataillon Chemische Abwehr BChA-7 (Lage)                                       | 07.10.1967                | Johannes Eggert    | 01.03.1988 |
| Kfz.-Kompanie Dresden                                          | 1956                | Dresden                                                                              | Transportkompanie TrpK-7 - 1961 Transportbataillon TB-7 - 1980 neuformiert Bataillon Materielle Sicherstellung BMS-7 (Lage)                             | 07.10.1959                | Kurt Schlosser     | 07.10.1987 |
| Bereitschaftslager Dresden                                     | 1956                | Dresden                                                                              | Divisionslager DL-7 - 1980 umformiert ins Bataillon Materielle Sicherstellung BMS-11 (Lage)                                                             |                           |                    |            |
|                                                                | 1961                | Dresden                                                                              | Bäckereizug BäZ-7 - Feldbäckerei-Kompanie FBäK-7 - 1980 umformiert ins Bataillon Materielle Sicherstellung BMS-7 (Lage)                                 |                           |                    |            |
| Sanitätsabteilung Dresden                                      | 1956                | Dresden                                                                              | Divisions-Med.-Punkt DMP-7 1961 Sanitätsbataillon SanB-7 1989 Sanitätskompanie Sank-7 (Lage)Dresden (Lage)                                              |                           |                    |            |
| B-Werkstatt Dresden (Artilleriewerkstatt)                      | 1956                | Dresden - 1956 nach Spremberg                                                        | Artilleriewerkstatt ArtlW-7 - 1971 umformiert ins Instandsetzungsbataillon IB-11 (Lage)                                                                 |                           |                    |            |
| Kfz.-Werkstatt Dresden                                         | 1956                | Dresden - 1956 nach Spremberg                                                        | Kfz.-Werkstatt-7 KfzW-7 - 1971 umformiert ins Instandsetzungsbataillon IB-11 (Lage)                                                                     |                           |                    |            |
| Panzer-Werkstatt Spremberg                                     | 1956                | Spremberg                                                                            | Panzerwerkstatt PzW-7 - 1971 umformiert ins Instandsetzungsbataillon IB-11 (Lage)                                                                       |                           |                    |            |
|                                                                | 1971                | Spremberg                                                                            | Instandsetzungsbataillon IB-7 (Lage) | 07.10.1971                | Gustav Schneider   | 07.10.1976 |
| Kommandanten-Kompanie Dresden                                  | 1956                | Dresden - innerhalb Dresdens                                                         | Stabskompanie SK-7 (Lage) |                           |                    |            |
| Führungskompanie Dresden                                       | 1956                | Dresden                                                                              | Führungsbatterie/Chef Raketentrp./Artl. FüBttr/CRA-7 (Lage)                                                                                             |                           |                    |            |
|                                                                | 1960                | Dresden                                                                              | Stab Truppenluftabwehr Stab-TLA-7 - 1968 Führungsbatterie / Chef Truppenluftabwehr FüBttr / CTLA-7 (Lage)                                               |                           |                    |            |

## Ausrüstung

### Angaben zu Hauptarten an Technik und Bewaffnung in der 7. PD

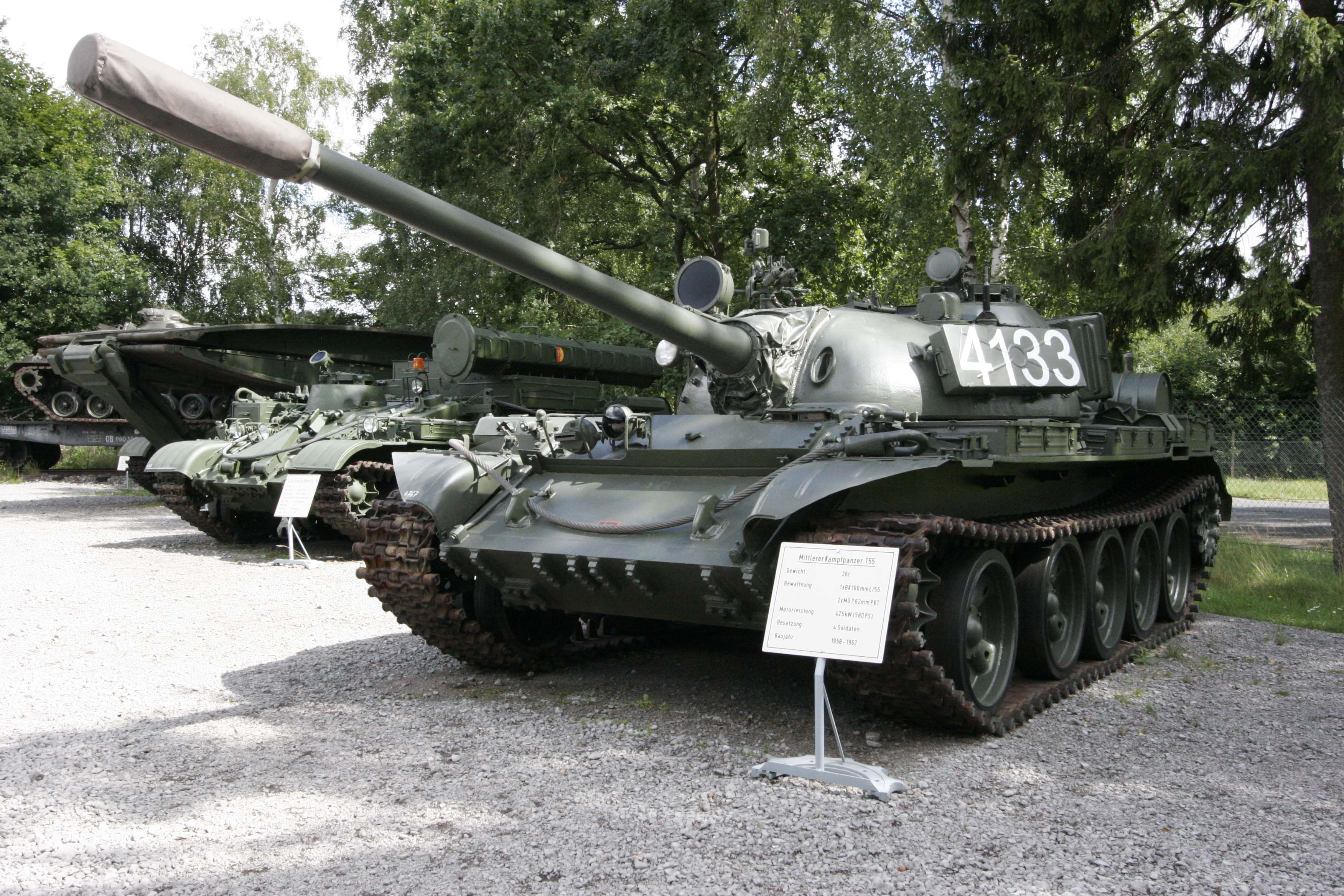
T-55-Panzer der NVA

Zum Zeitpunkt der Formierung der Division entsprach die Bewaffnung und Ausrüstung der Truppenteile/Einheiten weder von ihrer Anzahl noch vom Typ den Festlegungen der Strukturplanung.
Die Division wurde bereits bei Aufstellung mit Kampfpanzern T-34 ausgestattet.
Im April 1957 begann die Zuführung von fabrikneuen Panzern T-54. Bis Mitte Juli 1957 wurden die mittleren Panzerbataillone der PR mit Panzern T-54 und das Panzerbataillon des MSR-7 mit Panzern T-34/85 ausgerüstet. Für die schweren Panzerbataillonen stand zu diesem Zeitpunkt nur im PR-14 der Panzer IS-2 zur Verfügung. Die schweren Panzerbataillone der PR-15 und PR-16 erhielten 1959 ersatzweise den Panzer T-34/85. Die 7. Panzerdivision hatte erst 1964 ihren vollen Ausrüstungsstand erreicht. Im Lauf der 1960er Jahre liefen T-55 zu. Ab 1985 begann in der 7. PD (NVA) die Umrüstung auf den Kampfpanzer T-72M und T-72M1. Zum Zeitpunkt der einseitigen DDR-Abrüstungsinitiative 1989 war das betroffene Panzerregiment PR-16 schon vollständig mit dem modernsten Panzertyp T-72 M ausgestattet. Die durch die Umgliederung des PR-16 zur Ausbildungsbasis 6 (Abas-6) freigesetzte Technik T-72 M wurde auf andere Panzertruppenteile umgruppiert. Damit konnte 1990 die laufende Umrüstung der PD auf T-72, außer in einem Panzerbataillon, abgeschlossen werden. Die freigesetzten Kampfpanzer T-55 wurden zur Demilitarisierung abverfügt.
Bei ihrer Aufstellung wurden die Mot.-Schützen-Truppen der Division mit Schützenpanzerwagen SPW-40 und SPW-152 ausgestattet. Mitte der 1960er-Jahre liefen dann Schützenpanzerwagen SPW-60 sowie ab 1978 SPW-70 und Schützenpanzer BMP-1 zu.
Die Einheiten der Artillerie und der Truppenluftabwehr wurden ab 1957 beschleunigt mit Kampftechnik, zum Teil jedoch mit Ersatztechnik aufgefüllt. Dieser Prozess wurde fortgesetzt mit der Erhöhung der Feuerkraft und Beweglichkeit der Artillerie durch Umrüstung auf die SFL-Haubitzen 122 mm „Gwosdika“ und 152,4 mm „Akazija“.
Die RA-7 erhielt 1987 den Raketenkomplex „9K79 Totschka“. Im Juli 1990, vor Auflösung der 7. PD (NVA) wurde die Übergabe dieser Raketenkomplexe an die Westgruppe der Streitkräfte der UdSSR abgeschlossen.
Mitte der 1980er Jahre, mit dem Beginn der Einführung des koalitionstauglichen Automatisierten Feldführungssystems (AFFS) der ersten Generation in die NVA, wurde die 7. Panzerdivision (Dresden) mit dessen Truppenerprobung in den Landstreitkräften betraut. Dazu war die Fachgruppe Automatisierung der II. Sektion (Landstreitkräfte) der Militärakademie „Friedrich Engels“ in das Training der Führungsorgane der 7. PD einbezogen. Der gesamte Technik-Komplex wurde im Juni 1990 vor Auflösung der 7. PD an die sowjetischen Streitkräfte übergeben.

### Angaben zum Übergabebestand an Technik und Bewaffnung (September 1990)
Das Übergabeprotokoll an die Bundeswehr vom 5. Oktober 1990 enthält die folgenden Angaben zum Übergabebestand an Technik und Bewaffnung.
|                |       |       |       |       |        |       |      |        |          |       |      |      |       |
| Hauptart [Typ] | 7. PD | StK-7 | PR-14 | PR-15 | Abas-6 | MSR-7 | AR-7 | GeWA-7 | FB-CRA-7 | FFR-7 | AB-7 | NB-7 | PiB-7 |
| Pz. T-72 M     | 223   |       | 94    | 73    | 25     | 31    |      |        |          |       |      |      |       |
| Pz. T-55 A     | 40    |       | 5     | 28    | 3      | 4     |      |        |          |       |      |      |       |
| SPz            | 192   |       | 33    | 34    | 30     | 95    |      |        |          |       |      |      |       |
| SPW            | 192   | 12    | 36    | 35    | 40     | 51    | 14   | 7      | 2        | 10    | 10   | 10   | 26    |
| Kfz.           | 4553  | 158   | 423   | 440   | 481    | 614   | 413  | 125    | 38       | 306   | 93   | 133  | 304   |

|                       |       |       |       |        |       |      |        |      |       |      |      |       |
| Hauptart [Typ]        | 7. PD | PR-14 | PR-15 | Abas-6 | MSR-7 | AR-7 | GeWA-7 | RA-7 | FFR-7 | AB-7 | NB-7 | PiB-7 |
| Artillerie-Bewaffnung |       |       |       |        |       |      |        |      |       |      |      |       |
| Kanone-85             | 4     |       |       |        |       | 4    |        |      |       |      |      |       |
| Haub. D-30            | 4     |       |       | 4      |       |      |        |      |       |      |      |       |
| GW-RM70               | 18    |       |       |        |       |      | 18     |      |       |      |      |       |
| SFL-H-122             | 72    |       |       |        | 18    | 54   |        |      |       |      |      |       |
| SFL-H-152             | 18    |       |       |        |       | 18   |        |      |       |      |      |       |
| GW-43-120             | 26    |       |       | 8      | 18    |      |        |      |       |      |      |       |
| PALR-Bew.             | 14    |       |       | 5      | 9     |      |        |      |       |      |      |       |

## Ehrungen
- 1984 Vaterländischer Verdienstorden in Gold.[48]

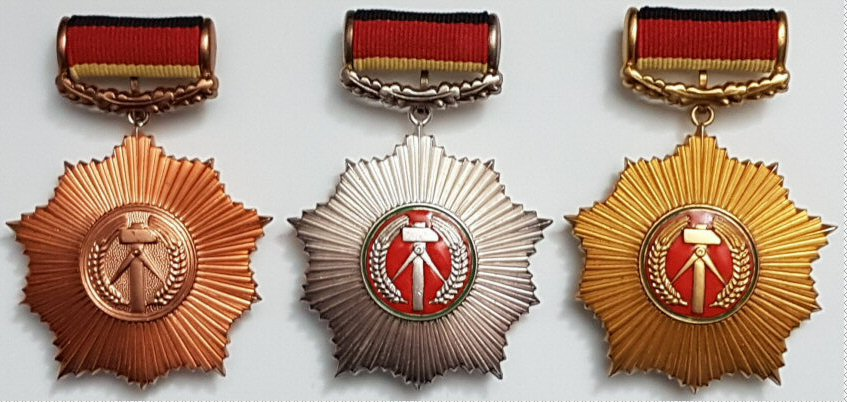